# 니암투구
니암투구(Niamtougou)는 토고 카라 주에 위치한 도시로, 카라에서 북쪽으로 28km 정도 떨어진 곳에 위치한다. 높이는 278m이며 토고 남북을 오가는 국도 1호선이 지나간다. 시내에는 시장과 병원, 호텔, 학교 등이 들어서 있다.